# Casey Stoner
Casey Joel Stoner, (født 16. oktober 1985 i Southport, Queensland, Australien) er en tidligere australsk professionel motorcykelkører. Han er to gange blevet verdensmester i MotoGP i 2007 og 2011. Fra 2016 til 2018 fungerede Stoner som tester og udviklingskører for Ducati.